# Plagiosuchus
Plagiosuchus is een geslacht van uitgestorven plagiosauride temnospondyle Batrachomorpha (basale 'amfibieën'). Het is bekend uit verschillende collecties uit het Midden-Trias van Duitsland.

## Onderzoeksgeschiedenis van de studie
Het type en de enige soort van Plagiosuchus pustuliferus werd oorspronkelijk beschreven als een soort van Plagiosternum, met het specifieke epitheton als pustuliferum, de 'puistendragende', door Eberhard Fraas in 1896.  Het door Fraas beschreven en afgebeelde interclavicula was oorspronkelijk door hem genoteerd als Labyrinthodon sp. in een publicatie uit 1889 en was daarvoor beschreven door von Meyer en Plienenger in een publicatie uit 1844. Dit interclavicula werd niet geformaliseerd als het holotype, maar werd erkend als het lectotype SMNS 55909. 
Het taxon werd in 1922 opnieuw toegewezen aan het nieuwe geslacht Plagiosuchus door Friedrich von Huene, die nieuw materiaal beschreef waarmee hij het kon onderscheiden van Plagiosternum granulosum; dit was ook wanneer de soortaanduiding grammaticaal werd aangepast aan het onzijdig. Er werd naar aanvullend materiaal verwezen en kort weergegeven door Hellrung (2003) en Werneburg en Witter (2005), maar het grootste deel van de osteologie komt van de beschrijving van een complete schedel, afgebeeld door Hellrung, door Damiani et alii (2009). De histologie van de osteodermen en de ledematen is ook onderwerp geweest van studie.

## Anatomie

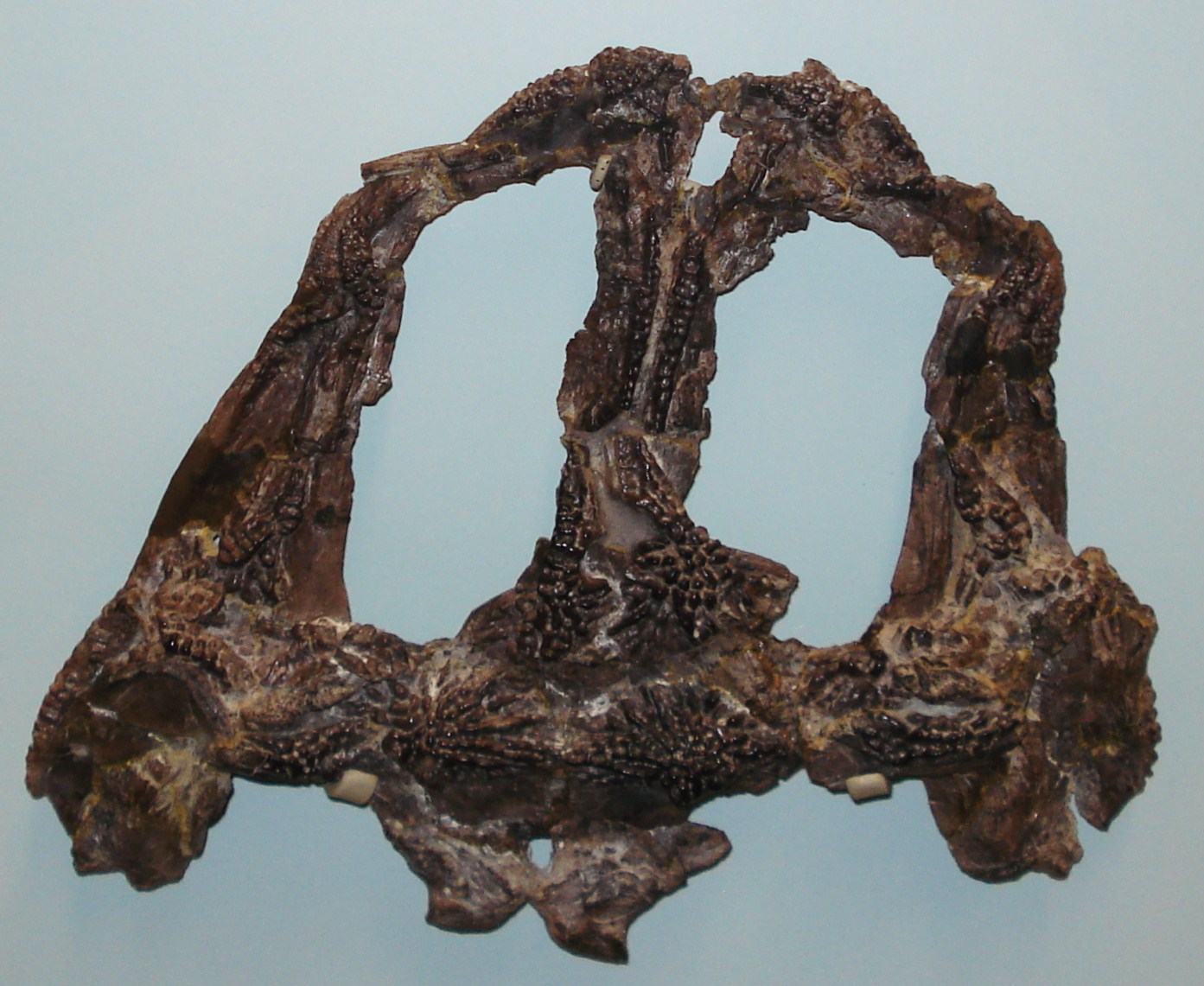
De enorme oogkas

Plagiosuchus heeft een relatief lange schedel voor een plagiosauride, ongeveer even lang als breed. Het meest bepalende kenmerk is echter de sterk vergrote oogkas, die door een samenvloeiing met het bovenste slaapvenster een enorme orbitotemporale fenestra vormt door het verlies van verschillende post-orbitale botten, waaronder de postfrontalia en de postorbitalia, en de reductie van verschillende andere. Dit venster beslaat ongeveer tachtig procent van de totale lengte van de schedel. De subtemporale holte in het verhemelte is ook dienovereenkomstig lang, terwijl de tandenrijen kort zijn, beperkt tot het voorste deel van de schedel. Ornamentering varieert over het skelet, met de duidelijke puisten gevonden in veel andere plagiosauriden aanwezig op de schoudergordel, meer typische temnospondyle ribbels op de onderkaak en meer onregelmatige grote knobbeltjes op de schedel.